# Cornus macrophylla
Cornus macrophylla — вид квіткових рослин з родини деренових (Cornaceae).

## Біоморфологічна характеристика
Дерево, рідко кущ, 2–15(25) метрів заввишки. Кора сірувато-коричнева чи сірувато-чорна, гладка в молодості, луската в старості; молоді гілки міцні, ± 4-кутні, рідко запушені сіруватими короткими трихомами, пізніше голі; старі гілки темно-коричневі, з жовтувато-білими чи сірувато-білими еліптичними до округлих сочевичок і напівкруглими листовими рубцями. Листки супротивні, на 1.5–3 см ніжках. Листкова пластинка широко-еліптична, широко-яйцювата чи яйцювато-видовжена, рідше еліптична, 9–16(18) × 3.5–8.8 см, абаксіально (низ) від світло-зеленого до злегка білого кольору, з трихомами, верхівка загострена чи коротко загострена. Суцвіття волотисте чи іноді щиткоподібне, 8–12 см у діаметрі, рідко або рідше густо запушене трихомами. Квітки запашні, білі, (7)8–10 мм у діаметрі. Частки чашечки трикутні або широко-трикутні. Пелюстки від язичково-видовжених до яйцювато-видовжених, 3–4 × 0.9–1.8 мм. Тичинки рівні чи трохи довші за пелюстки; пиляки жовті чи рідше сині. Плід пурпурувато-чорний чи синювато-чорний, майже кулястий, 4.5–6 мм у діаметрі; кісточки стиснуто кулясті, (2.6)3–4 мм в діаметрі, 6 чи 8-ребристі. Цвітіння: червень і липень(серпень), плодіння: серпень–вересень(жовтень).

## Поширення
Росте в Азії від Афганістану до Сахаліну: Китай, Корея, Японія, Тайвань, Індія, Непал, В'єтнам. Населяє густі ліси, змішані ліси, узлісся, схили, береги річок.

## Використання
Плоди вживаються в їжу. 
Плід має болезаспокійливу, сечогінну, тонізувальну дію. Він використовується (ймовірно, у поєднанні з іншими травами як засіб від захворювань печінки та нирок. Він також використовується для лікування таких захворювань, як малярія, алергія, інфекції, запалення, діабет, рак і як засіб перекисного окислення ліпідів. Кора стебла має протимікробну, в'яжучу дію. Застосовується при лікуванні всіх форм дизентерії.
Внутрішня кора молодих пагонів містить міцні волокна, які можна використовувати для виготовлення мотузки. Використовується для шнурів.
Ароматна деревина тверда, міцна, дрібнозерниста, але може сильно деформуватися під час витримки. Добре крутиться і використовується для виготовлення меблів, сільськогосподарських знарядь, балок у солом'яних дахах. Деревина використовується як паливо, з неї добре отримують деревне вугілля. .

## Галерея

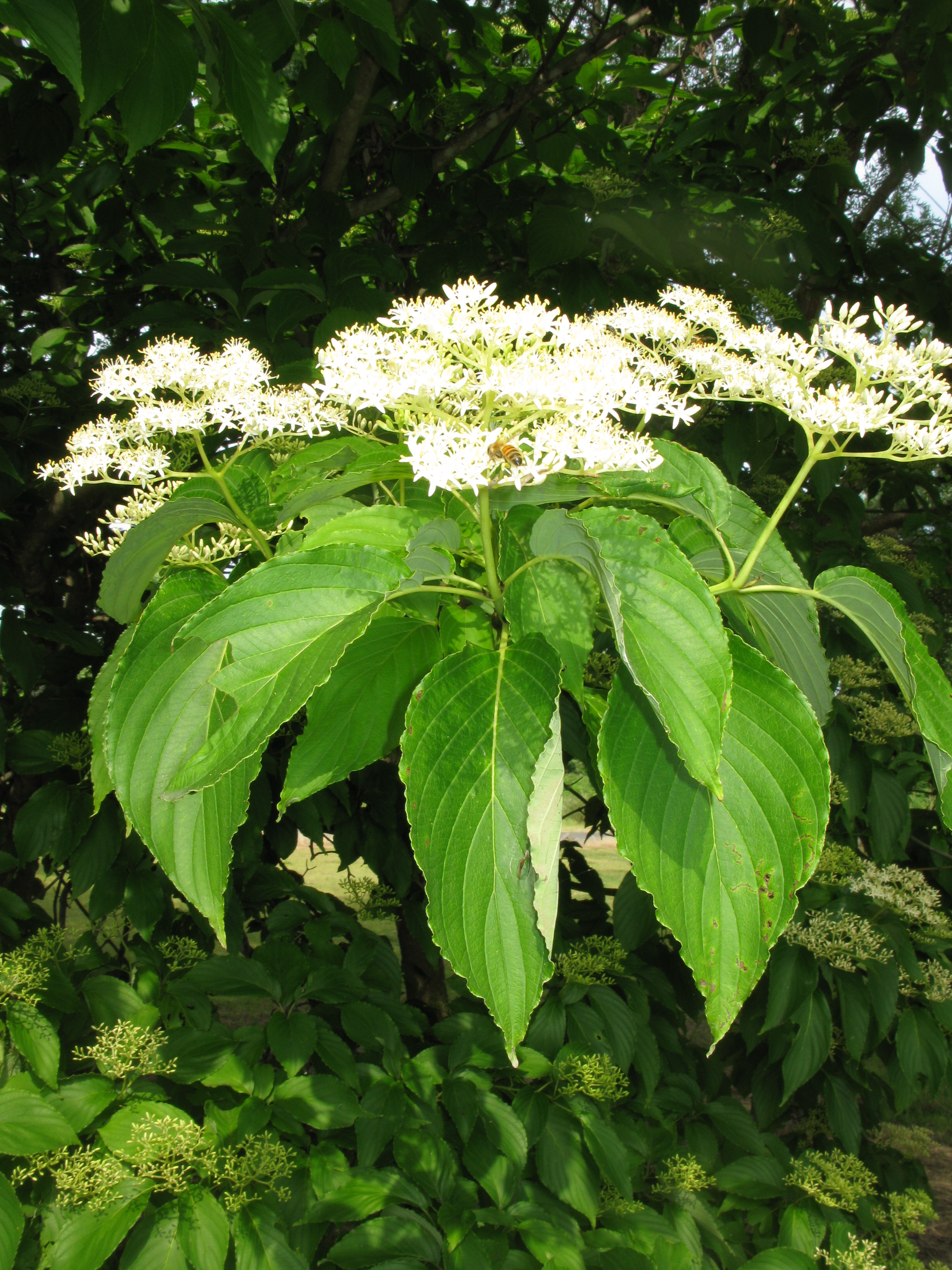
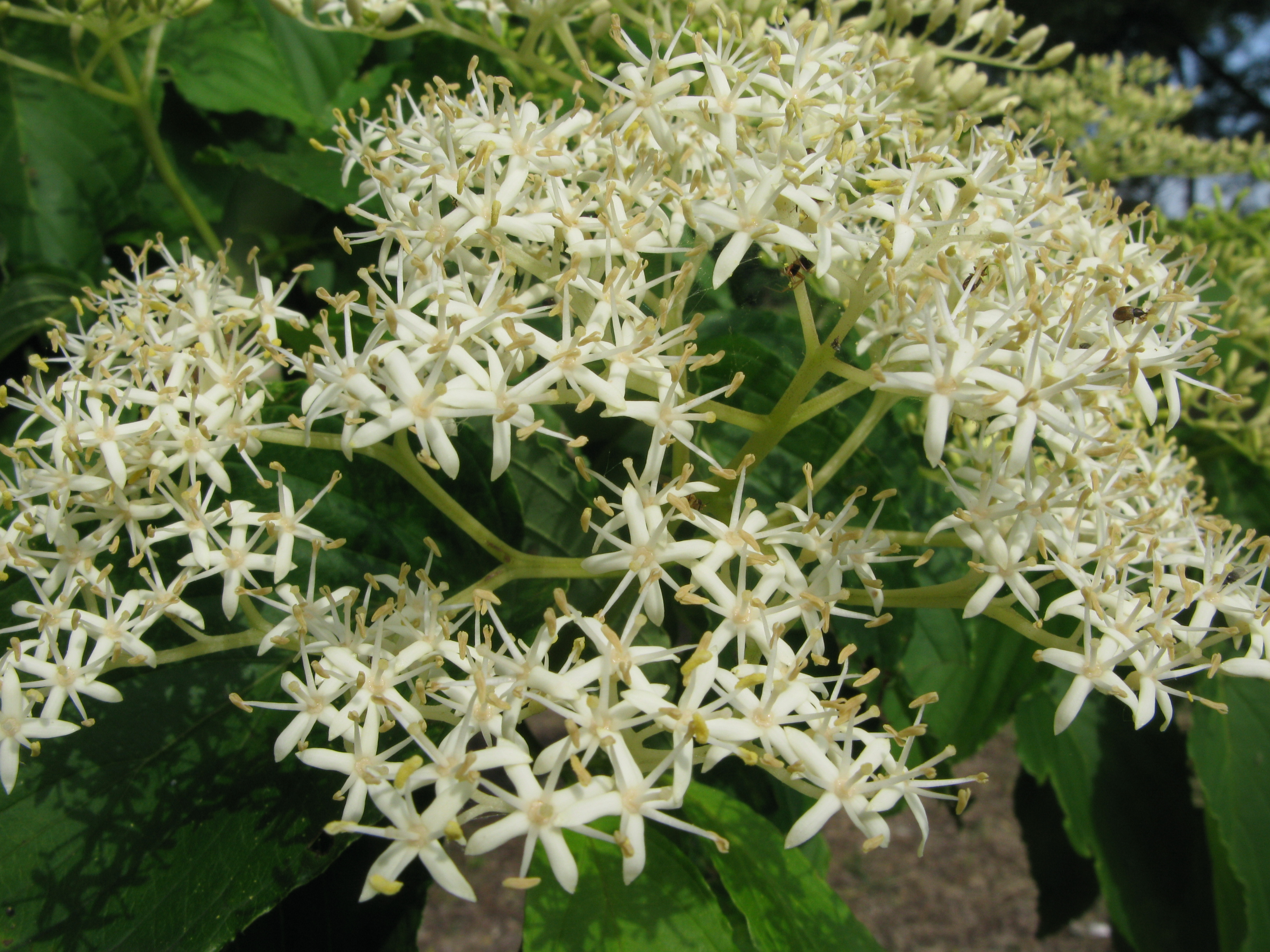
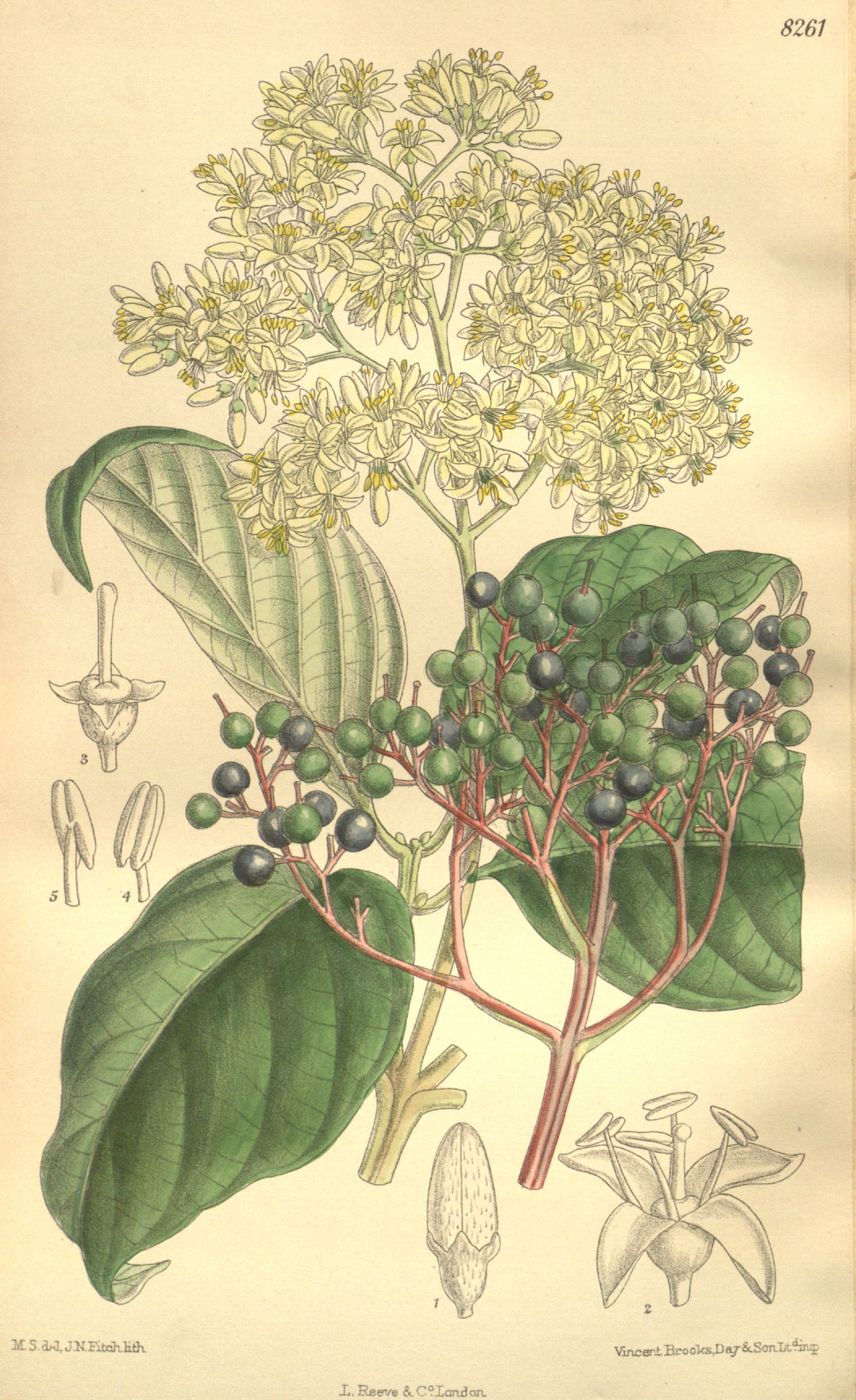
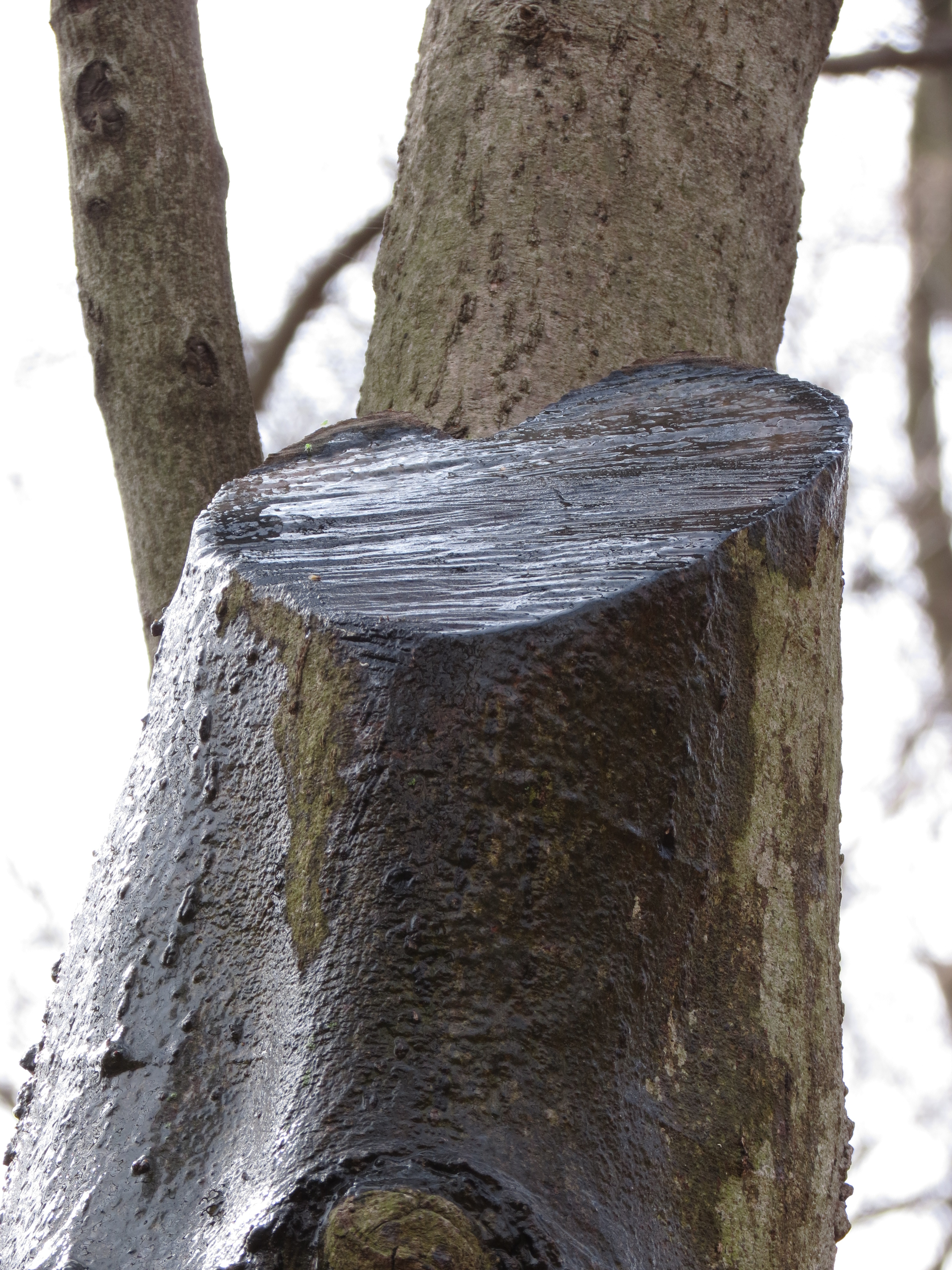
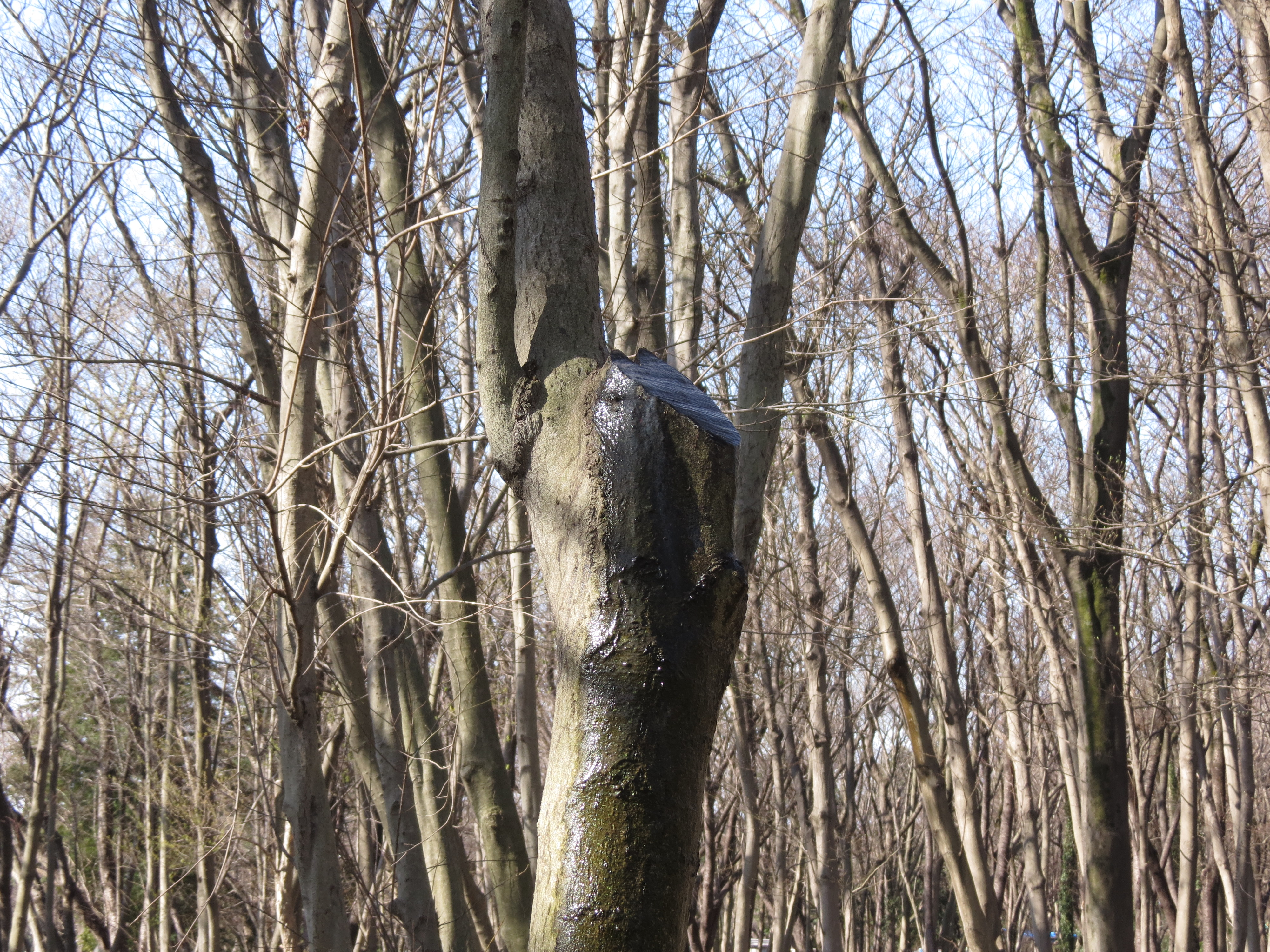